# Vestalis miao
Vestalis miao är en trollsländeart som beskrevs av Wilson och Reels 2001. Vestalis miao ingår i släktet Vestalis och familjen jungfrusländor. Inga underarter finns listade i Catalogue of Life.